# Thambiluvil

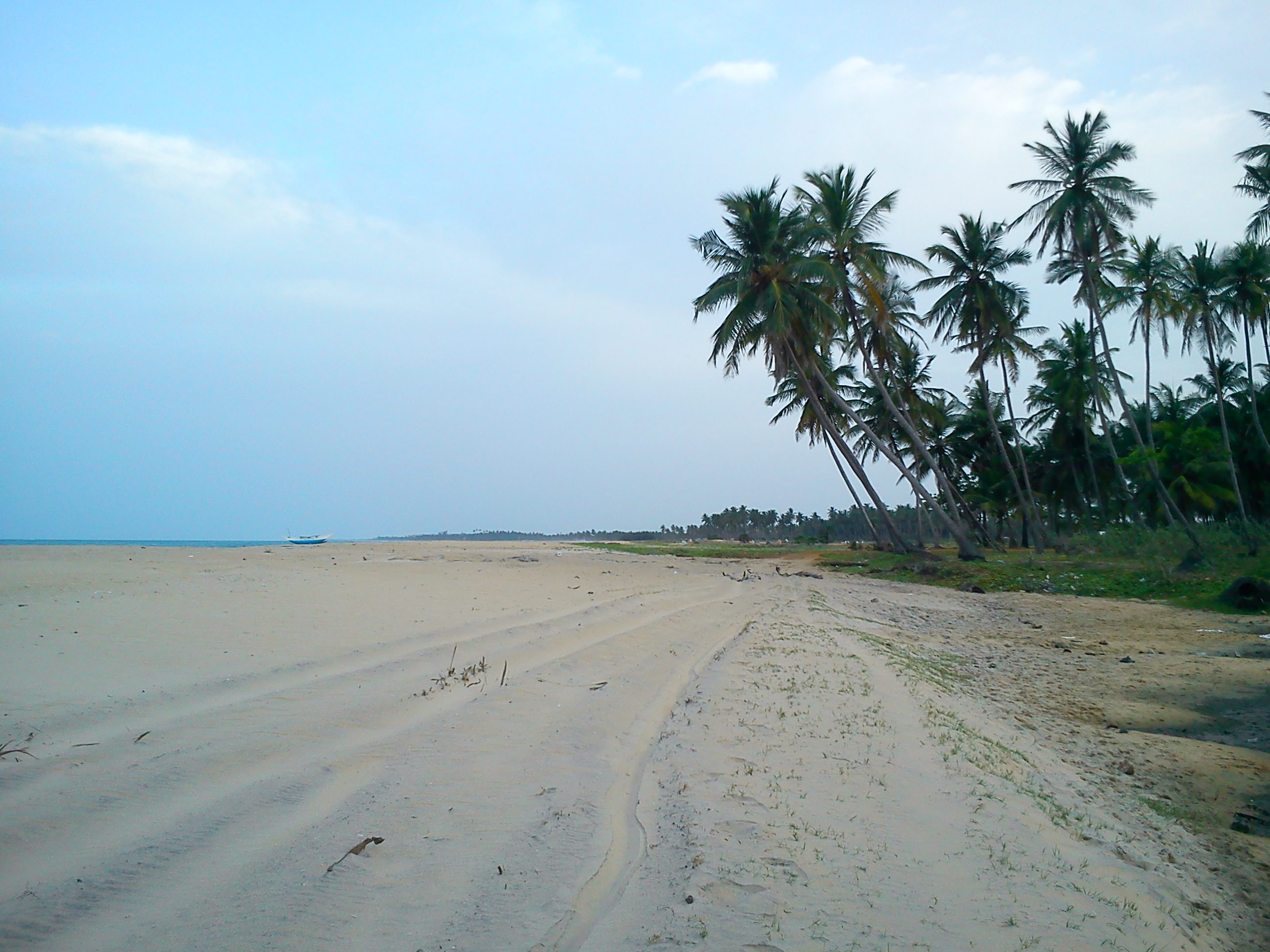
Thambiluvil

Thambiluvil (tamil: தம்பிலுவில்) är en stad i Östprovinsen, Sri Lanka.
Staden låg förut i Batticaloa District men nu ligger staden i Ampara District. Det bor endast tamiler i Thambiluvil. De flesta är hinduer.